# Opogona chrysangela
Opogona chrysangela är en fjärilsart som beskrevs av Diakonoff 1955. Opogona chrysangela ingår i släktet Opogona och familjen äkta malar. Inga underarter finns listade i Catalogue of Life.